# Seznam drobných památek v Olomouci
Pamětní desky, erby a podobné drobné památky v Olomouci:
- bitva u Bachmače – pamětní deska na třídě 1. máje (obrázek)
- Maxmilián Josef Sommerau-Beckh – erb na budově „staré univerzity“ (obrázek)
- János Bolyai – pamětní deska na třídě 1. máje (obrázek)
- Jan Rudolf Demel – busta v ulici 8. května, busta před zemědělskou školou v Olomouci-Klášterní Hradisko
- František z Ditrichštejna – erb v ulici Wurmova č. 6 (obrázek)
- Josef Dobrovský – busta v knihovně kláštera Hradisko (obrázek)
- Edgar G. Ulmer – pamětní deska na tehdejší Resselgasse 1, dnes je to ulice Resslova (obrázek)
- etnograf a archeolog prof. Jan Havelka (1839–1886) – pamětní deska na Blažejském náměstí
- Gilbert du Motier, markýz de La Fayette – pamětní deska na náměstí Republiky (obrázek)
- Leoš Janáček – reliéf na třídě Svobody (obrázek)
- Alois Jirásek – reliéf na třídě Svobody (obrázek)
- Tomáš Garrigue Masaryk – pomník/socha před budovou Pedagogické fakulty na Žižkově náměstí podle návrhu Vincence Makovského a Jaroslava Fragnera byl vybudován v letech 1937–1948, pak byl odstraněn v roce 1953 a rekonstruován v letech 1990–1993 (obrázek). Busta před školou v Holici.
- Gregor Johann Mendel – pamětní deska na budově Cyrilometodějské teologické fakulty Univerzity Palackého (obrázek)
- Karel II. z Lichtenštejna – erb v ulici Wurmova č. 13 (obrázek), dva erby na portálech budovy olomouckého arcibiskupství (ulice Wurmova), erb na portálu v ulici Křížkovského 3.
- Matyáš Korvín – renesanční idealizované zobrazení, kartuš na domě ve Štítného ulici (obrázek)
- Jan Evangelista Kosina – pamětní deska na Křížkovského ulici (obrázek) a busta v budově v Kosinově ulici
- Pavel Křížkovský – pamětní deska na Křížkovského ulici (obrázek)
- Karel Kryl – pamětní deska na třídě 1. máje (obrázek)
- Marie Kudeříková – busta v Kateřinské ulici (obrázek)
- Hana Kvapilová – reliéf na třídě Svobody (obrázek)
- Leopold Mozart a Wolfgang Amadeus Mozart – pamětní deska na Dolním náměstí (obrázek)
- Wolfgang Amadeus Mozart – pamětní deska na Václavském náměstí (obrázek)
- Božena Němcová – socha v Čechových sadech (obrázek)
- Jan Nepomucký – socha na Václavském náměstí (obrázek)
- Josef Nešvera – pamětní deska na Komenského ulici (obrázek)
- Jan Ošťádal – pamětní deska na Sokolské ulici
- Josef Petřek (1881–1943) – reliéf v Pavlovické ulici, Olomouc-Pavlovičky
- František Polívka – socha ve Smetanových sadech
- Jan Radecký z Radče – pamětní deska na Edelmannově paláci (obrázek)
- Jan Sarkander – socha na Sarkandrově kapli (obrázek)
- baron a mecenáš městských sadů Wilhelm von Schneeburg (1804–1880) – nezvěstný pomník od  Julia Pelikána ze Smetanových sadů, pomník odstraněn za komunismu
- Bedřich Smetana – památník ve Smetanových sadech (obrázek)
- Tomáš Štítný ze Štítného (fiktivní podoba) – pomník na Mozartově ulici (obrázek)
- Miroslav Tyrš – busta u TJ Lokomotiva (obrázek)
- Eduard Vojan – reliéf na třídě Svobody (obrázek)
- archeolog a speleolog Jindřich Wankel – pamětní deska na Blažejském náměstí
- Ignát Wurm – pamětní deska na třídě 1. máje (obrázek)
- dr. Eduard Konrad Zirm – pamětní deska na budově oční kliniky (obrázek)
- JUDr. Jan Žáček – busta na Národním domě v ulici 8. května
- Bedřich Václavek – pamětní deska na budově vědecké knihovny (obrázek)
- několik erbů na Křížkovského ulici, 1× na Mariánské ulici, erb na rohu Opletalovy a Pekařské ul.
- sochy svatých a apoštolů na sloupu Nejsvětější Trojice
- vojenský hřbitov v Černovíře je kulturní památka[1]

- olomoucké pomníky obětem válek

Případné další pamětihodnosti jsou uvedeny přímo u jednotlivých olomouckých biskupů a arcibiskupů nebo fotodokumentovány na commons.